# Pierre-Henri Deleau
Pierre-Henri Deleau (n. 1942) este un actor și producător de film francez. Este fondator și director de festivaluri. El a fost responsabil pentru selecția oficială Quinzaine des réalisateurs de la Festivalul de Film de la Cannes din 1969 până în 1998.
A condus FIPA de la crearea sa în 1987 de către Michel Mitrani până în ianuarie 2009. Este delegat general al Festivalului Internațional de Film de Istorie de la Pessac. A fost membru al juriului Festivalului de Film de la Veneția din 1993 și 2003. 

## Filmografie
Producător
- 1986 : Les Trottoirs de Saturne de Hugo Santiago

Actor
- 1968 : L'Été de Marcel Hanoun
- 1973 : Le Journal d'un suicidé de Stanislav Stanojevic
- 1973 : Bel ordure de Jean Marbœuf
- 1978 : Location de Noël Simsolo
- 1980 : Très insuffisant de Hervé Bérard
- 1980 : Cinématon #98 de Gérard Courant
- 1984 : Le Scénario défendu de Michel Mitrani
- 2001 : Proprietarii de stele de Savel Stiopul.[2]

Regizor asistent
- 1970 : La Maison des bories de Jacques Doniol-Valcroze
- 1972 : Les Soleils de l'île de Pâques de Pierre Kast
- 1973 : Le Journal d'un suicidé de Stanislav Stanojevic